# Eclesiasterio de Delos
Eclesiasterio (en griego antiguo: Ἐκκλησιαστήριον) era un antiguo eclesiasterio en la isla de Delos, en Grecia. Sus ruinas forman parte del yacimiento arqueológico de Delos, declarado Patrimonio de la Humanidad por la Unesco. Más concretamente, el yacimiento forma parte del santuario de Apolo y Artemisa.
El Eclesiasterio servía como lugar de reunión del Consejo. Se construyó originalmente en la época clásica hacia el 450 a. C., y fue modificado varias veces hasta el 150 a. C. aproximadamente. El edificio estaba situado en la parte noroeste del santuario, al este del Tesmoforio y al norte del Templo de Artemisa. Además del Eclesiasterio, otros edificios similares en Delos eran el Buleuterio y el Pritaneo.
El edificio constaba de dos salas, ambas abiertas al sur. En el período romano en el emplazamiento del Eclesiasterio se construyó un pequeño templo.